# Station Bandar Khalipah
Bandar Chalifah is een spoorwegstation in Deli Serdang in de Indonesische provincie Noord-Sumatra.